# الربيع بن خثيم
أبو يزيد الربيع بن خثيم بن عائذ بن عبد الله الثوري التميمي الكوفي (10 ق هـ - 65 هـ / 612م - 685م) تابعي من أهل الكوفة، وأحد رواة الحديث النبوي، ولد في الجاهلية وأدرك زمن النبي ﷺ ولم يره ولذلك فهو معدود من كبار التابعين قال أبو الحسن العجلي: «الربيع بن خثيم الثوري يُكَنى بأبي يزيد كوفي تابعي ثقة من خيار أصحاب عبد الله بن مسعود». وقال شمس الدين الذهبي: «كان الربيع بن خثيم من سادة التابعين وفضلائهم». وقال علقمة بن مرثد: «انتهى الزهد إلى ثمانية من التابعين وذكر منهم الربيع بن خثيم».

## نسبه وسيرته
هو: الربيع بن خثيم بن عَائِذ بن عبد الله بن موهبة بن منقذ بن نصر بن الحكم بن الحارث بن مالك بن ملكان بن ثور بن عبد مناة بن أد بن عمرو بن إلياس بن مُضَر الثوري الربابي التميمي الكوفي ويُكَنى بأبي يزيد.
أدرك أبو يزيد الربيع بن خثيم زمن النبي محمد، ولكنه لم يلتقه، لذا فهو يعد من التابعين. والربيع بن خثيم من بني ثور بن عبد مناة أحد بطون بني طابخة بن إلياس بن مضر، وهو من كبار تلاميذ الصحابي عبد الله بن مسعود بعد انتقاله إلى الكوفة.
توفي الربيع بن خثيم سنة 65 هـ، بالكوفة في ولاية عبيد الله بن زياد عليها.

## روايته للحديث النبوي
- روى عن: عبد الله بن مسعود وأبي أيوب الأنصاري وعمرو بن ميمون[8] وعبد الرحمن بن أبي ليلى.[9]
- روى عنه: عامر الشعبي وإبراهيم بن يزيد النخعي وهلال بن يساف ومنذر الثوري وهبيرة بن خزيمة[8] وبكر بن ماعز وسعيد بن حيان التيمي وابنه عبد الله بن الربيع بن خثيم، وعمرو بن ميمون ونسير بن ذعلوق وهلال أبو ضياء وأبو بردة بن أبي موسى الأشعري.[9]
- الجرح والتعديل: قال عنه عامر الشعبي: «كان من معادن الصدق»، وقال أيضًا: «كان الربيع أورع أصحاب عبد الله»،[8] وقال عنه يحيى بن معين: «لا يُسأل عن مثله»،[12] وقد روى له الجماعة.[11]